# Aldwincle
Aldwincle is een civil parish in het Engelse graafschap Northamptonshire.

## Geboren
- John Dryden (1631 - 1700), toneelschrijver, dichter, essayist, vertaler en literatuurcriticus
- William Coales (1886 - 1960), atleet